# Axel Kulle (1882–1964)
Axel Albin Theodor Kulle, född 1 mars 1882 i Lund, död 29 september 1964 i Lund, var en svensk målare. Han var brorson till Jakob, Axel och Sven Kulle.
Kulle studerade först i Paris och senare vid Konstakademien 1900–1906. Han tillhörde Skånska konstnärslaget och Konstnärsgruppen 1913. Han är representerad i Nationalmuseum, Malmö museum och Lunds universitets konstmuseum. Kulle är begravd på Norra kyrkogården i Lund.